# ولایت خودمختار خیشوانگبانا دای
ولایت خودمختار خیشوانگبانا دای (به انگلیسی: Xishuangbanna Dai Autonomous Prefecture) یک ولایت خودمختار در چین است که در یون‌نان واقع شده‌است. ولایت خودمختار خیشوانگبانا دای ۱۹٬۷۰۰ کیلومتر مربع مساحت و ۱٬۱۳۳٬۵۱۵ نفر جمعیت دارد.

## خواهرخوانده
شهر چیچیهار خواهرخواندهٔ ولایت خودمختار خیشوانگبانا دای هست.